# Carlo Massullo
Carlo Massullo (ur. 13 sierpnia 1957 w Rzymie) – włoski sportowiec uprawiający pięciobój nowoczesny, wielokrotny medalista igrzysk olimpijskich.
W latach 80. XX w. należał do światowej czołówki w swojej dyscyplinie. Dwukrotnie stawał na podium igrzysk w rywalizacji indywidualnej, w 1986 został mistrzem świata. W tym samym roku zwyciężył w drużynie, a na igrzyskach w drużynie zdobył po jednym medalu w każdym z kolorów.

## Starty olimpijskie (medale)
Los Angeles 1984
- drużynowo –  złoto
- indywidualnie –  brąz

Seul 1988
- indywidualnie i drużynowo –  srebro

Barcelona 1992
- drużynowo –  brąz